# 里克爾梅角
62°29′32.8″S 59°45′16.2″W / 62.492444°S 59.754500°W

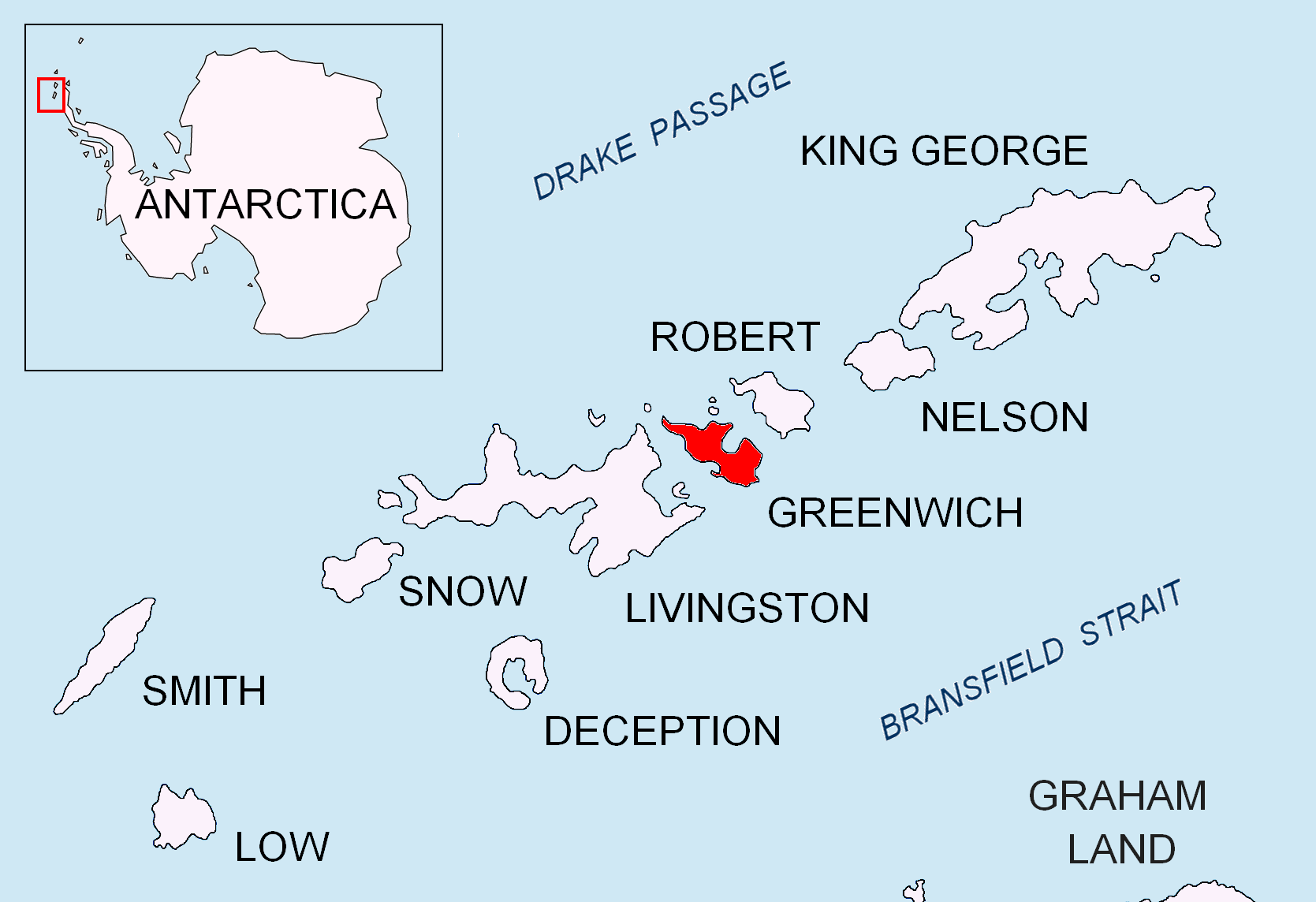

里克爾梅角是南極洲的海岬，位於南設得蘭群島中格林尼治島的發現號灣西南部，長0.45公里，處於拉貝角西北面1.3公里、奧爾蒂斯角東南面2.15公里和斯帕克角以西5.64公里。

## 外部連結
- SCAR Composite Antarctic Gazetteer（页面存档备份，存于）.